# Ландшафтне насадження дуба (Черкаський район)
Ландшафтне насадження дуба — ботанічна пам'ятка природи місцевого значення. 
Об'єкт розташований на території Черкаського району Черкаської області, квартал 43 виділи 3, 5 Свидівського лісництва, біля автошляху Р10 на ділянці Черкаси — Канів.
Площа — 29,9 га, статус отриманий у 1972 році.

## Галерея

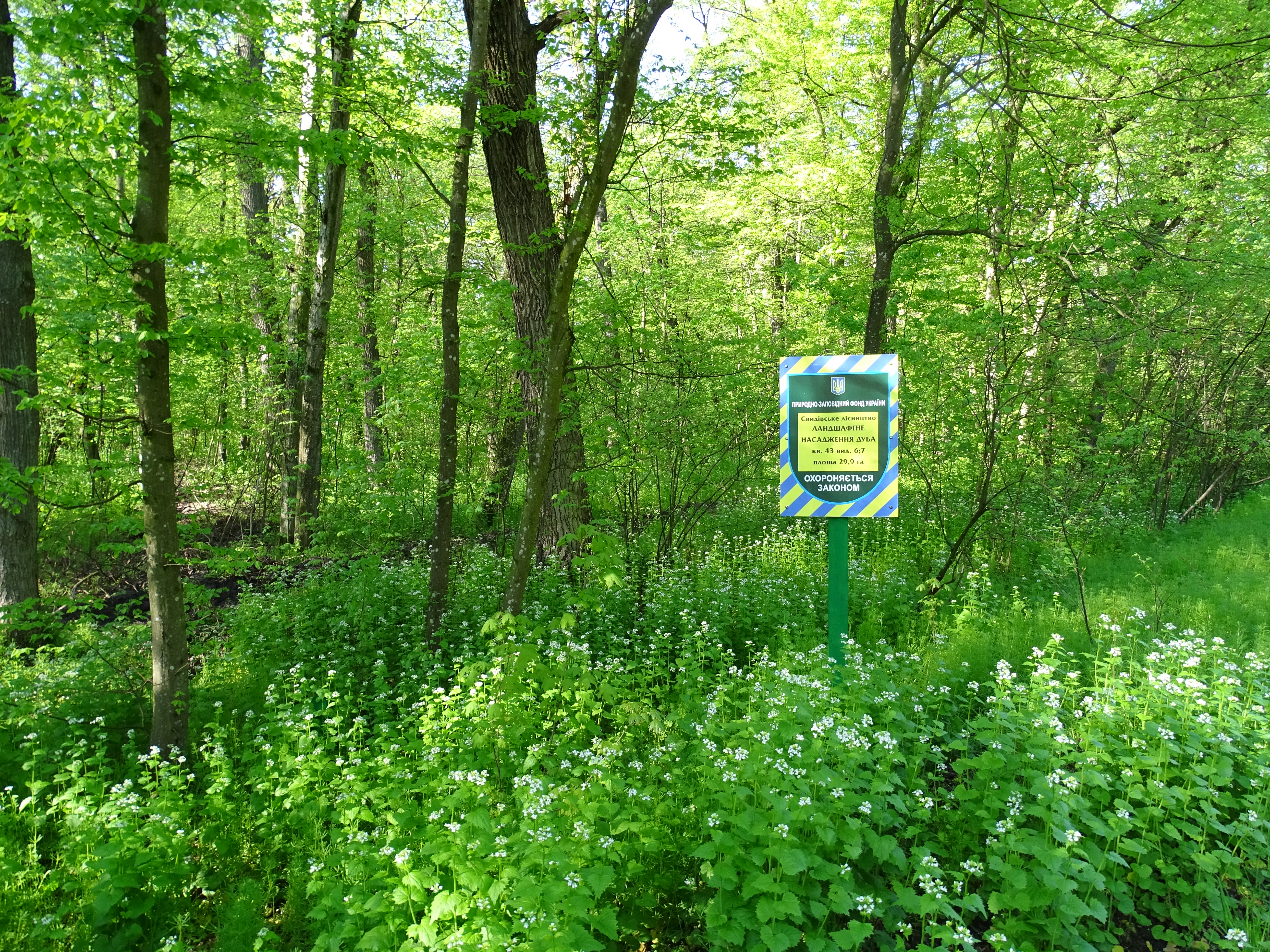
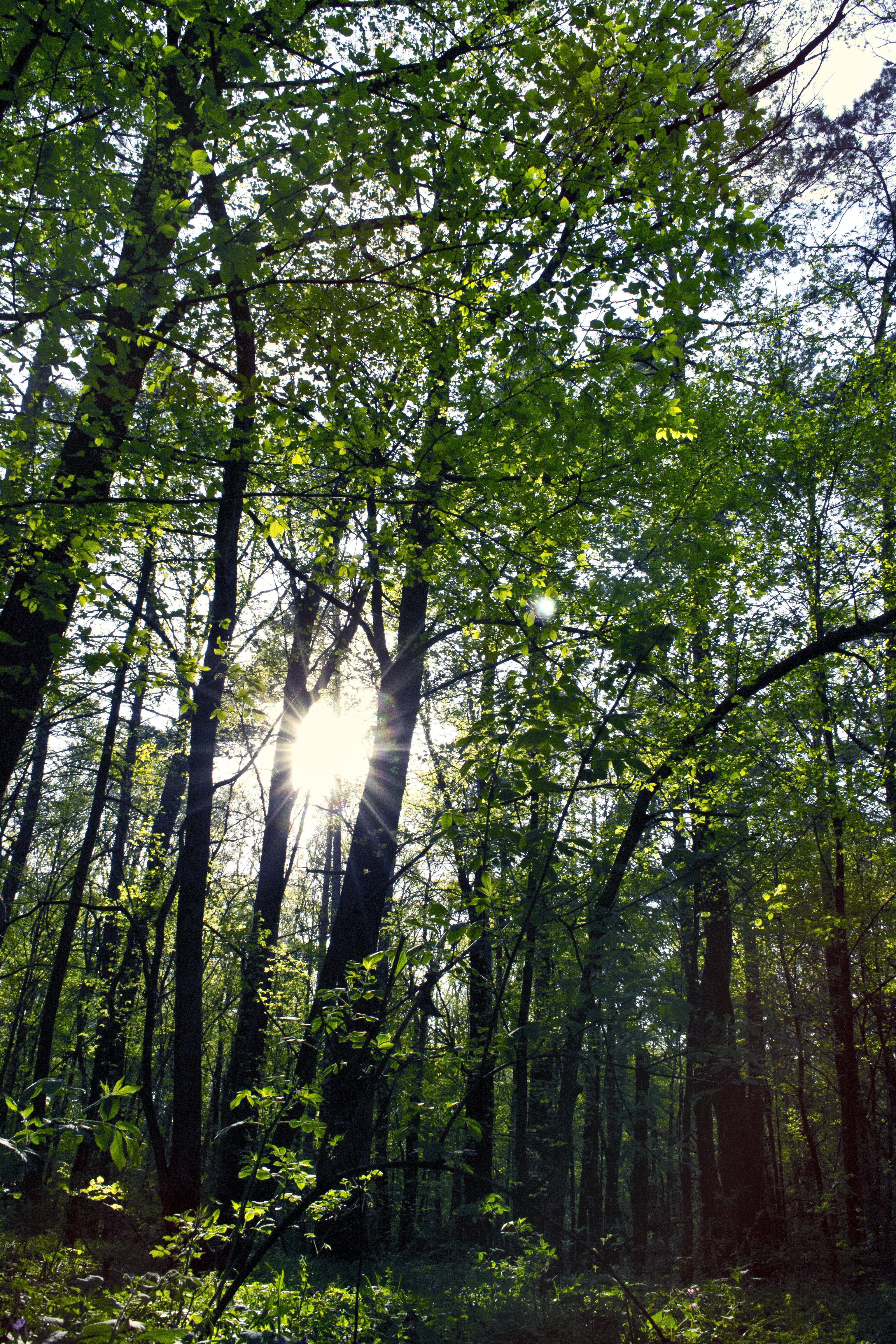
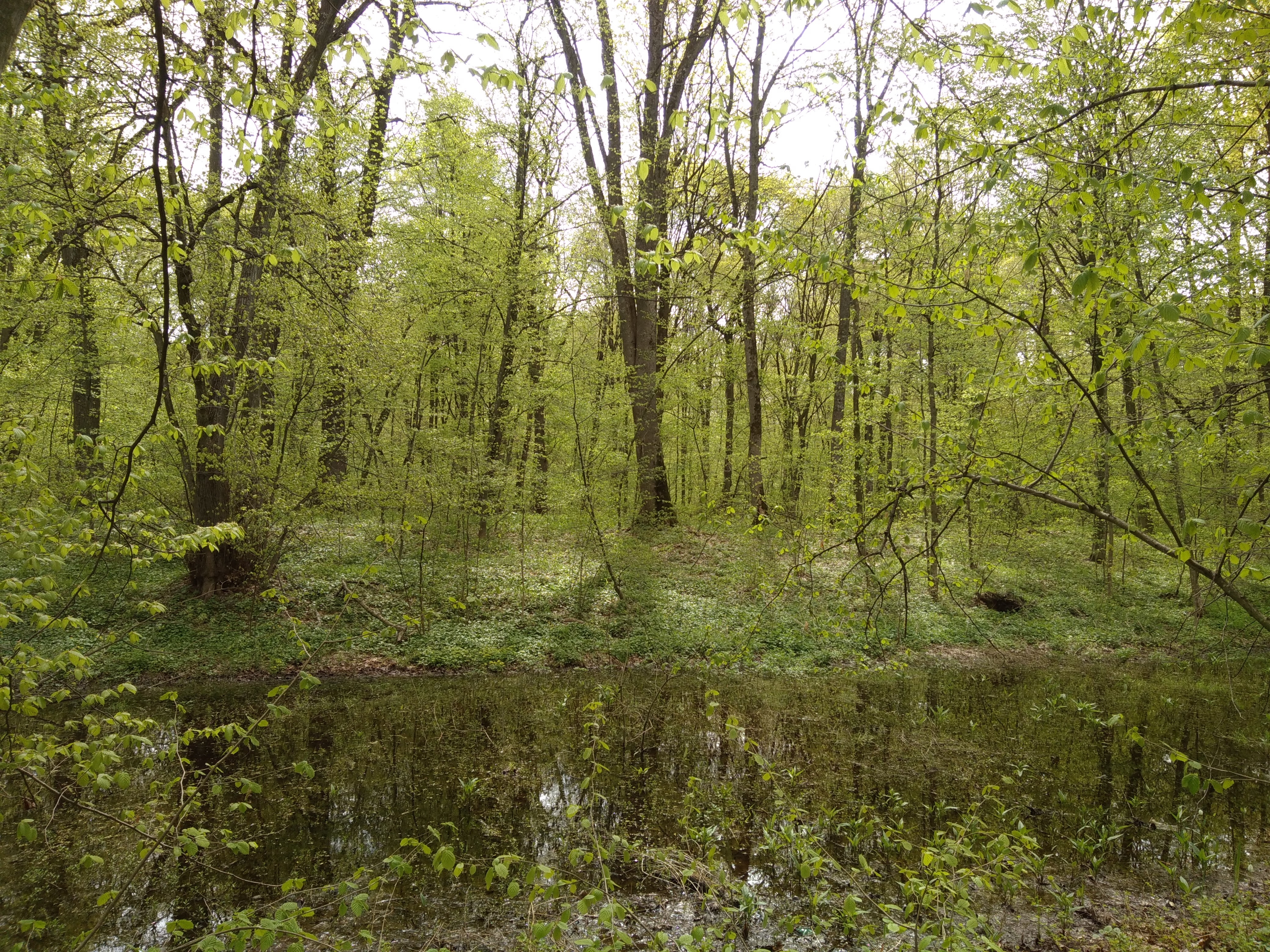